# Кравчиха
Кравчи́ха — село в Україні, у Талалаївській сільській громаді Ніжинського району Чернігівської області. Населення становить 45 осіб. До 2019 року орган місцевого самоврядування — Великодорізька сільська рада.
Біля села розташований гідрологічний заказник Кравчукове болото.  Станом на 1941 рік - хутір Липняк.

## Населення

### Мова
Розподіл населення за рідною мовою за даними перепису 2001 року:
| Мова       | Кількість | Відсоток |
| ---------- | --------- | -------- |
| українська | 45        | 100%     |